# Caminho de Ferro do Monte
O Caminho de Ferro do Monte (vulgarmente conhecido como Comboio do Monte ou Elevador do Monte) foi uma ferrovia de via única em cremalheira que ligava o Pombal, no Funchal, ao Terreiro da Luta, no Monte (Madeira, Portugal), numa extensão de 3,911 m. Os primeiros lanços deste caminho de ferro entraram ao serviço em 1893 e 1894, mas a linha só foi concluída em 1912.

## História

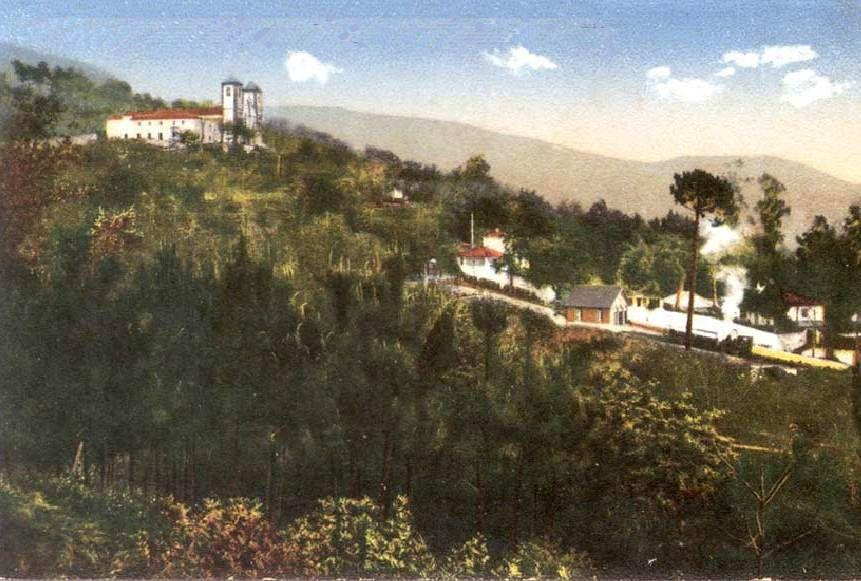
Estação do Monte.

### Antecedentes
Em finais do Século XIX, o Monte era uma das zonas mais procuradas por turistas e doentes na Ilha da Madeira, sendo nessa altura conhecida como a Sintra Madeirense. Com efeito, o Monte tinha sido o local de eleição das famílias mais abastadas do Funchal para a construção das suas quintas.

### Projecto e construção
Os estudos para o Caminho de Ferro do Monte foram feitos em 1886, pelo engenheiro Raul Mesnier Ponsard, que procurou criar um plano para depois ser usado na construção da linha. Mesnier já se tinha celebrado pela construção do Elevador do Bom Jesus, em Braga, tendo no entanto manifestado as suas dúvidas em relação ao planeado funicular do Monte.
A ideia para a construção de um elevador ou caminho de ferro de cremalheira partiu de António Joaquim Marques, que obteve o consentimento da Câmara Municipal do Funchal na sessão de 17 de Fevereiro de 1887. Outro dos principais promotores deste caminho de ferro foi o comendador Manuel Gonçalves.
No entanto, surgiram algumas dificuldades imprevistas, e em 24 de Julho de 1890 a autarquia do Funchal autorizou a transferência da concessão para o capitão Manuel Alexandre de Sousa. Vencidas as dificuldades em reunir o capital, foi assinado o contrato com o concessionário, formando a Companhia do Caminho-de-Ferro do Monte. Este documento estabelecia que o município seria responsável pela expropriação dos terrenos necessários para a construção do caminho de ferro, embora as despesas fossem asseguradas pela empresa. A empresa teria a posse da estrada durante nove anos, findos os quais passaria para a posse pública. Em 22 de Janeiro de 1891, a câmara aprovou o projecto para o elevador.
As obras iniciaram-se a 13 de Agosto de 1891. Os primeiros trabalhos foram no sítio da Confeiteira, onde foi necessária a construção de grandes muralhas. Em 1893, o material circulante para o Caminho de Ferro do Monte chegou ao Funchal na embarcação dinamarquesa Concordia, vindo da Bélgica. O primeiro troço, entre o Pombal e a Levada de Santa Luzia, foi inaugurado a 16 de Julho de 1893, com a presença do governador civil, do bispo e de outras entidades da Madeira. O comboio inaugural era formado por uma locomotiva e por uma carruagem. Poucos dias depois iniciaram-se os serviços regulares, tendo o primeiro comboio saído da estação do Pombal por volta das 4 horas da manhã. O percurso entre o Pombal e a Levada de Santa Luzia era feito normalmente em cinco minutos, e o preço dos bilhetes era de oitenta réis.
As obras foram inicialmente dirigidas por Manuel Alexandre de Sousa, que também ocupou a posição de fiscal técnico da companhia, mas em 29 de Agosto de 1893 foi dispensado, passando os trabalhos a serem supervisionados pelos engenheiros civis Aníbal e Adriano Trigo, que tiveram de corrigir os vários erros cometidos pelo seu antecessor.
Em 5 de Agosto de 1894, o comboio chega ao lugar de Atalhinho, na freguesia do Monte, situado a 577 m de altitude. É nesta fase que entra em funcionamento a locomotiva a vapor, importada da Alemanha. A inauguração da linha até ao Atalhinho foi celebrada com grandes festejos na freguesia do Monte.
O relatório e contas da empresa relativo a 1894 refere que as obras até ao Atalhinho custaram 44.899$67,9 réis, uma quantia importante para a época, dos quais 2.229$210 tinham sido empregues no rebaixamento de uma parte da estrada, que tinha uma inclinação superior ao que as locomotivas podiam vencer.
Em 16 de Setembro de 1903, a Gazeta dos Caminhos de Ferro noticiou que algumas das locomotivas se encontravam em mau estado de funcionamento, motivo pelo qual foi ordenado à empresa que tomasse todas as medidas necessárias para garantir a segurança do público. Nesta altura, a companhia possuía três locomotivas, das quais apenas uma era nova, enquanto que as outras já tinha sido reparadas. A Gazeta reportou igualmente que se estava a discutir a formação de uma associação, para adquirir o Caminho de Ferro do Monte.
A 12 de Julho de 1910, a Companhia do Caminho-de-Ferro do Monte, em assembleia geral, decidiu prolongar o comboio até ao Terreiro da Luta. A pretensão foi aprovada pela Câmara Municipal do Funchal em 4 de Agosto desse ano.
A construção do Caminho de Ferro do Monte e de outras grandes obras de modificação na cidade despertou um grande interesse por parte dos maiores comerciantes britânicos no Funchal, interesse esse que começou a desaparecer a partir da Década de 1910.

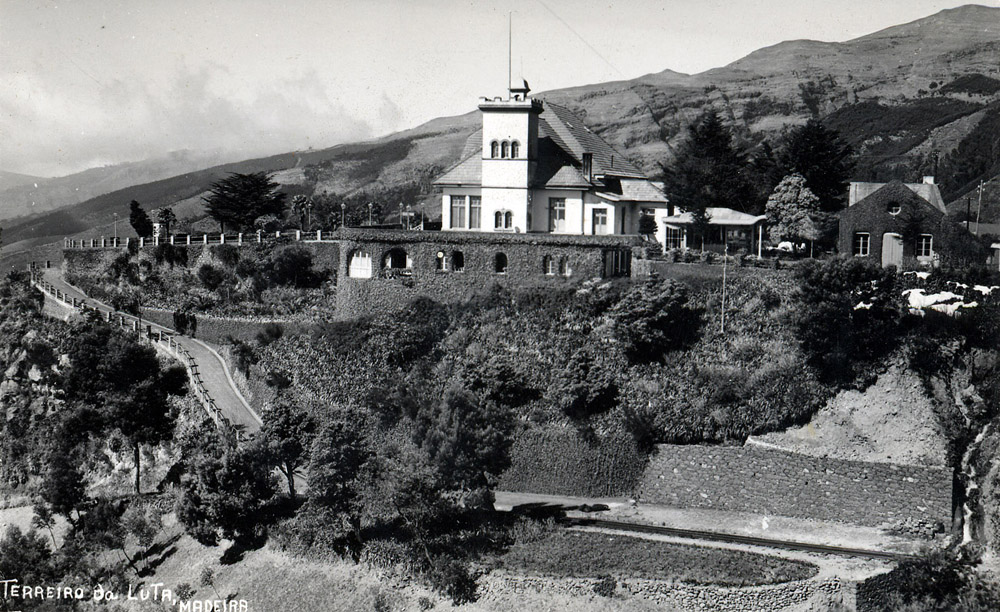
Estação-Restaurante do Terreiro da Luta.

A 24 de Julho de 1912 o comboio chega finalmente ao Terreiro da Luta, a 850 m de altitude, ficando, no total, com uma extensão de 3.911 m e as seguintes paragens: Pombal, Levada de Santa Luzia, Livramento, Quinta Sant’Ana (Sant’Ana), Flamengo, Confeitaria, Atalhinho (Monte), Largo da Fonte, e Terreiro da Luta. Na mesma data, inaugura-se na estação do Tereiro da Luta o Chalet Restaurant-Esplanade, um restaurante panorâmico que era explorado pela própria Companhia do Caminho-de-Ferro do Monte, com capacidade para 400 clientes e considerado a par com o melhor nível internacional.
Durante as obras, a companhia do caminho de ferro lutou contra grandes dificuldades financeiras, tendo sido necessário recorrer ao crédito por duas vezes, e durante muito tempo não conseguiu distribuir o dividendo aos accionistas.

### Primeiros anos
A situação da empresa conseguiu estabilizar durante algum tempo após a inauguração da linha, apesar dos elevados preços do carvão de pedra e da Primeira Guerra Mundial, entre 1914 e 1918, que fez reduzir o número de turistas na Madeira, levando a uma redução dos preços.
Em 4 de Março de 1915, a câmara do Funchal recebeu um ofício do arquitecto Ventura Terra, onde dizia que tinha terminado o Plano Geral de Melhoramentos para a cidade, onde tinha introduzido várias modificações, incluindo a cobertura da Ribeira de Santa Luzia. Ao longo da ribeira deveriam ser construídos largos passeios laterais, desde a avenida marginal até um largo ou rotunda que seria construído perto da estação do caminho de ferro. Desta forma, os turistas iriam ser canalizados desde a zona baixa da cidade até à estação do Pombal, utilizando depois o comboio até ao Monte, onde já tinham sido construídos dois hotéis.
A Companhia do Caminho de Ferro do Monte possuía igualmente a Quinta do Belo Monte, onde foi instalado um hotel que teve uma grande procura desde o princípio do Século até à década de 1940, e que foi posteriormente convertida num externato da congregação do Coração de Jesus.

### Fases da construção
| Entre as Estações                         | Extensão | Inauguração          |
| ----------------------------------------- | -------- | -------------------- |
| Pombal - Levada de Santa Luzia            | 1000 m   | 16 de Julho de 1893  |
| Levada de Santa Luzia - Atalhinho (Monte) | 1500 m   | 05 de Agosto de 1894 |
| Atalhinho (Monte) - Terreiro da Luta      | 1411 m   | 24 de Julho de 1912  |

### Declínio

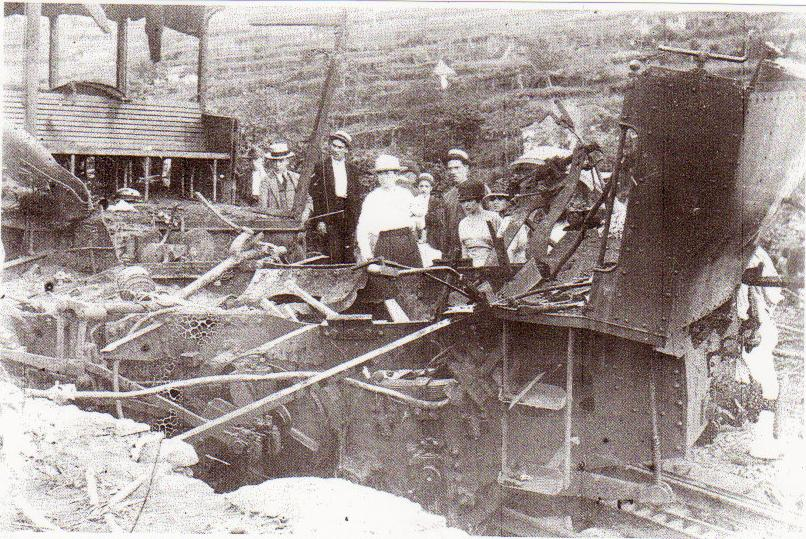
Destroços do comboio após a explosão de 1919.

Apesar da melhoria da situação financeira do Caminho de Ferro do Monte, não conseguiu reunir capitais suficientes para substituir o seu material circulante, que já estava a mostrar graves sinais de desgaste. Esta situação levou ao acidente de 10 de Setembro de 1919, quando se deu uma explosão na caldeira de uma locomotiva, quando o comboio subia em direcção ao Monte. Deste acidente resultaram quatro mortos e vários feridos, entre os 56 passageiros a bordo. Devido a este desastre, as viagens foram suspensas até 1 de Fevereiro de 1920. A 11 de Janeiro de 1932, aconteceu novo desastre, desta vez por descarrilamento. A partir de então, turistas e habitantes viraram as costas ao caminho de ferro, considerando-o demasiado perigoso. Aliando este facto à II Guerra Mundial, que se iniciou entretanto, verificou-se uma falta de turistas na Madeira e a companhia do caminho de ferro entrou em crise. Outro factor que contribuiu para o declínio do caminho de ferro foi a construção de estradas de turismo, que desenvolveu o transporte rodoviário.
Devido às condições financeiras da empresa e ao mau estado do material circulante, não foi possível manter o caminho de ferro em funcionamento. Assim, em Abril de 1943 deu-se a última viagem do comboio, tendo a linha sido logo desmantelada, e o material vendido como sucata. Apesar das condições precárias em que operou nos últimos anos, este caminho de ferro ainda atraía alguns passageiros, especialmente os habitantes locais, que após o seu encerramento ficaram sem meios de transporte.
Em 16 de Novembro de 1948, a Gazeta dos Caminhos de Ferro transcreveu uma notícia do jornal Eco do Funchal, onde se reportou que tinha sido vendido o Caminho de Ferro do Monte. O material foi vendido a um preço quase irrisório, segundo a opinião da altura, enquanto que as antigas instalações foram deixadas ao abandono. Parte do material resultante do desmantelamento, nomeadamente os carris, foi para a sucata e parte foi utilizado na reparação do Elevador do Bom Jesus, em Braga.

## Características e exploração

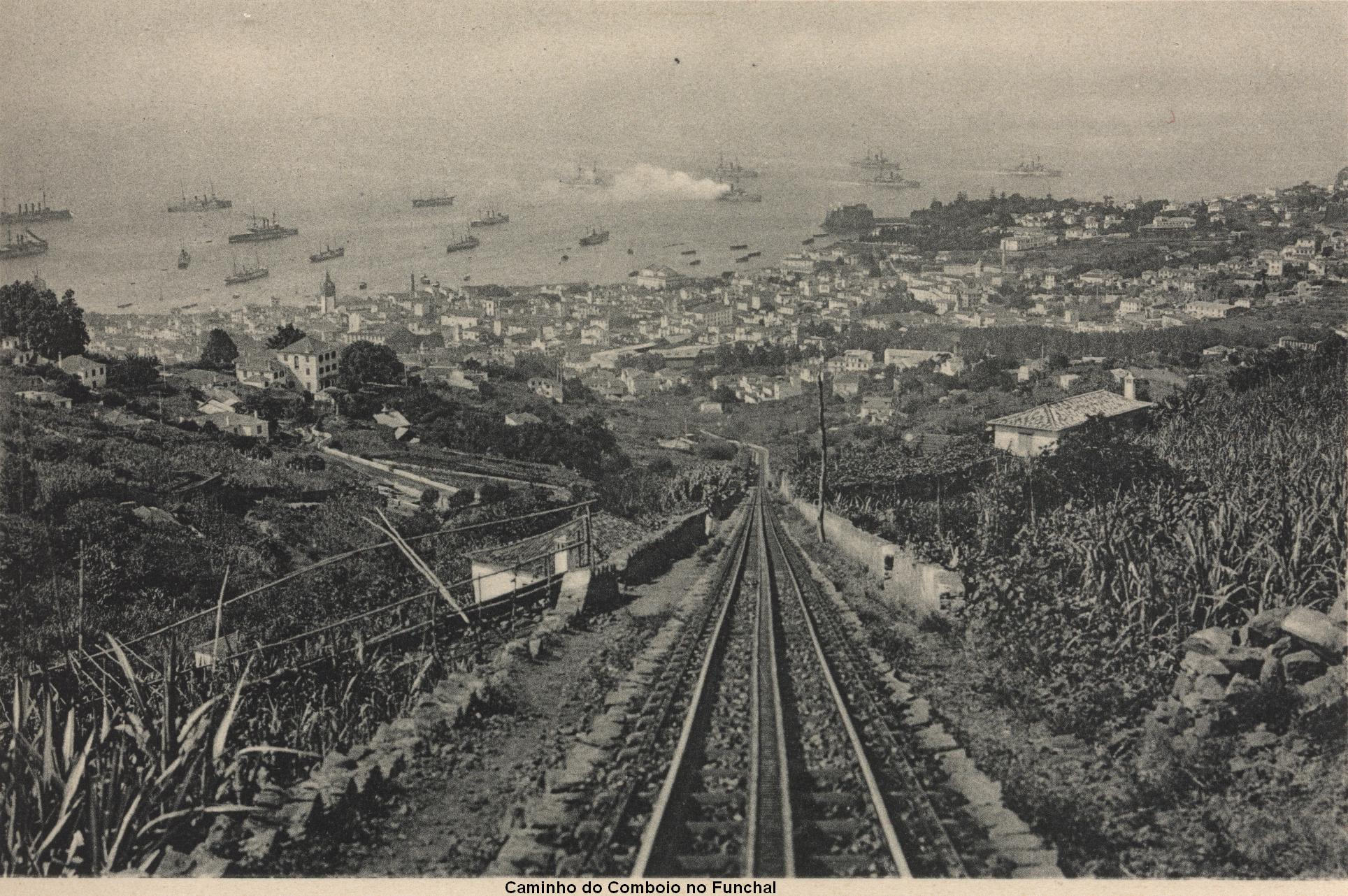
Funchal visto do caminho do comboio, podendo observar-se a via férrea de cremalheira.

### Características técnicas
O Caminho de Ferro do Monte  era uma via férrea de cremalheira, no sistema Riggenbach. Desenvolvia-se em via única de bitola métrica, excepto nas estações do Livramento e do Monte, onde havia um desvio para permitir o cruzamento de comboios. As composições eram formadas por uma única carruagem, que era empurrada (no sentido ascendente) ou sustida (no descendente) pela locomotiva; o peso da carruagem mantinha-a em contacto com a locomotiva, pelo que não havia necessidade de atrelagem. A carruagem tinha espaço para sessenta pessoas, dividido por cinco compartimentos. Na Rua do Pombal situava-se a estação principal e os escritórios da companhia. A linha tinha um comprimento total de cerca de 3850 m, dos quais 2500 m eram entre o Pombal e o Monte.

### Movimento de passageiros
Este caminho de ferro foi construído essencialmente para transportar os turistas desde a cidade do Funchal até à zona do Monte, embora tenha sido igualmente utilizado pelas populações locais, especialmente os habitantes da cidade, nas suas deslocações diárias. No seu auge, o Caminho de Ferro do Monte constituiu uma importante mais-valia como parte da indústria turística da ilha.

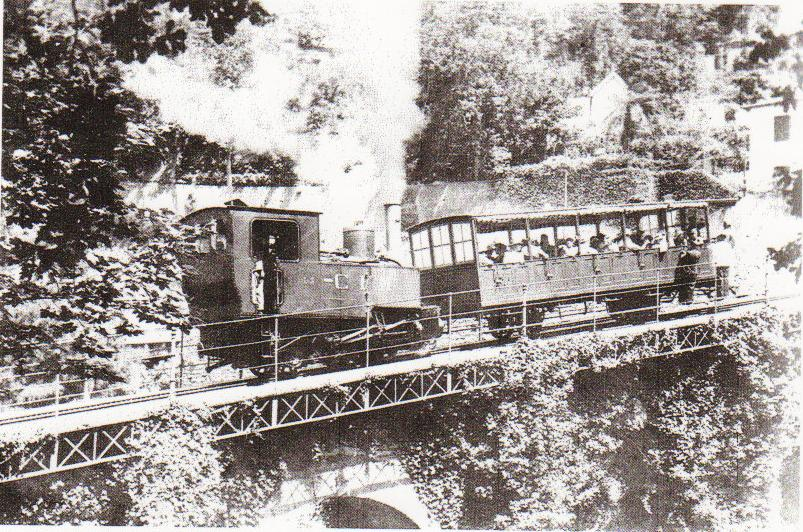
Locomotiva e carruagem perto do Largo da Fonte, Monte.

### Material circulante
A companhia possuía cinco locomotivas (quatro construídas pela Maschinen-Fabrick Esslingen e uma pela SLM Winterthur) e cinco carruagens de passageiros (com capacidade para 60 pessoas). Existia ainda um vagão plataforma para transporte de bagagem.

## Actualidade
Em outubro de 2003 a Câmara Municipal do Funchal lançou um concurso público internacional para a reconstrução do Caminho de Ferro do Monte — uma «mais valia patrimonial», de acordo com o presidente da edilidade. O caderno de encargos, que consignava com um direito de exploração de 50 anos, pressupunha um troço em funicular entre o Largo do Monte e o Terreiro da Luta, e uma ligação por «comboio de animação turística daí até ao largo das Babosas (local de chegada do Teleférico do Monte), bem como a recuperação, com materiais da época, de edifícios de apoio.
Posteriormente, existiu um projecto para a recuperação e reactivação deste serviço, num empreendimento conjunto da Câmara Municipal do Funchal e da empresa Teleféricos da Madeira. O projecto contemplava a construção de um caminho de ferro do tipo funicular entre as antigas estações do Terreiro da Luta e do Monte, seguindo o antigo traçado da linha. Não se prevê, no entanto, a reconstrução do serviço até ao centro do Funchal. Este projecto está suspenso por dificuldades de financiamento face à conjectura económica actual, não se prevendo uma data para a sua concretização.

## Galeria

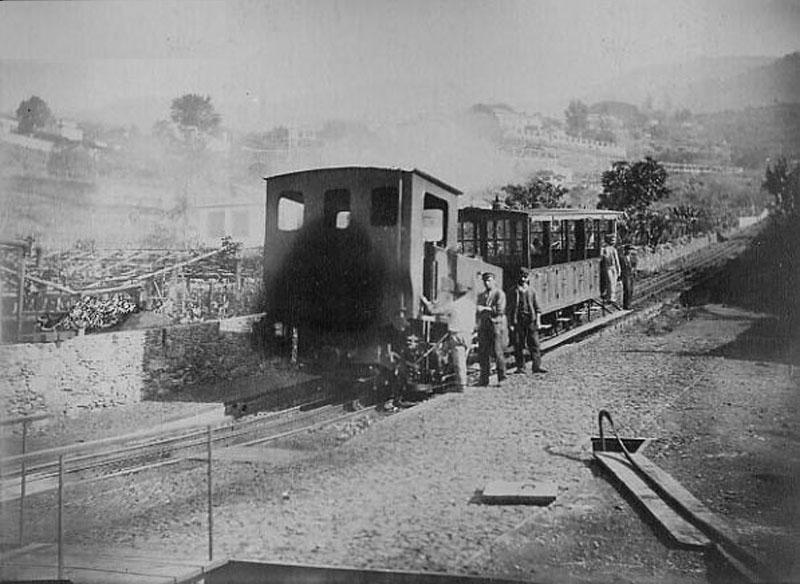
Saída da Estação do Pombal.
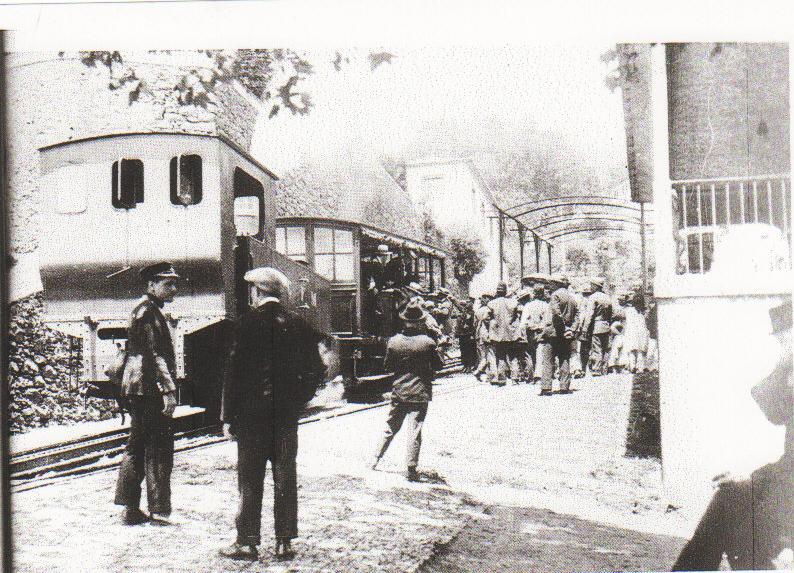
Tomada de passageiros, perto do Funchal.
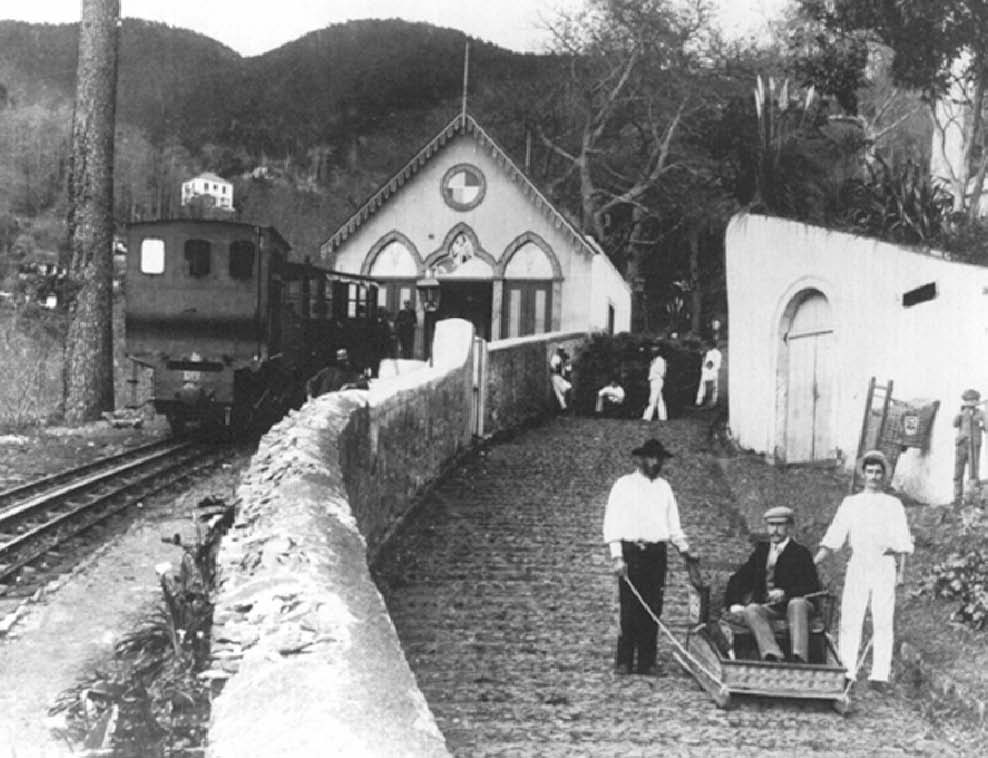
Estação perto do Hotel Monte Palace.
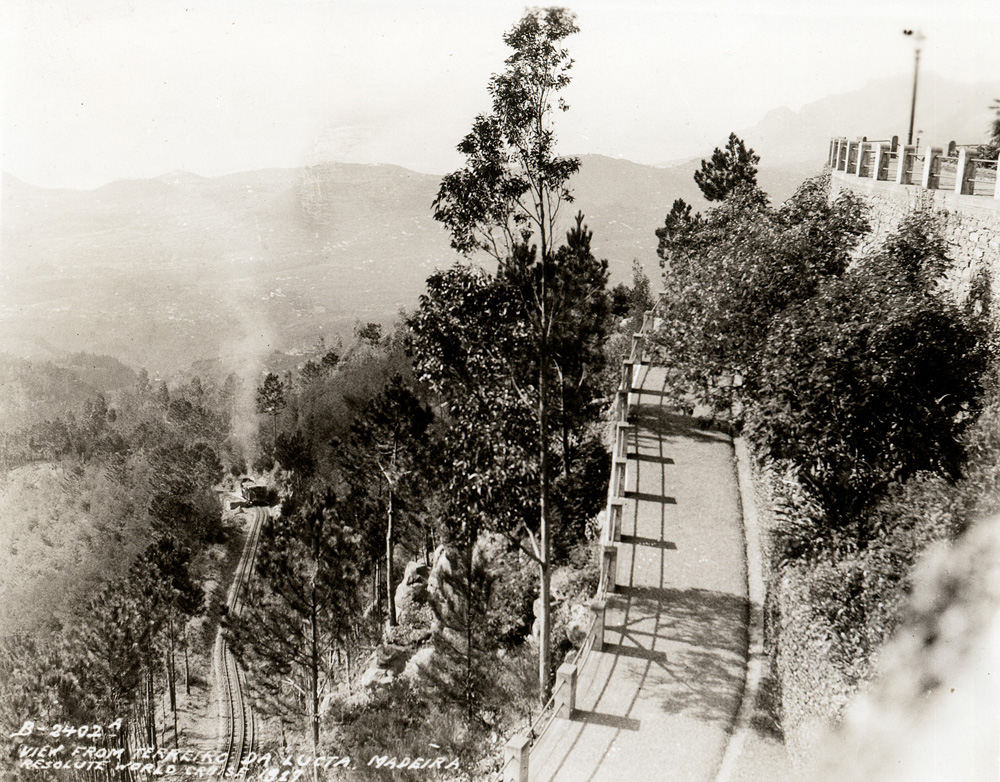
Chegada ao Terreiro da Luta.
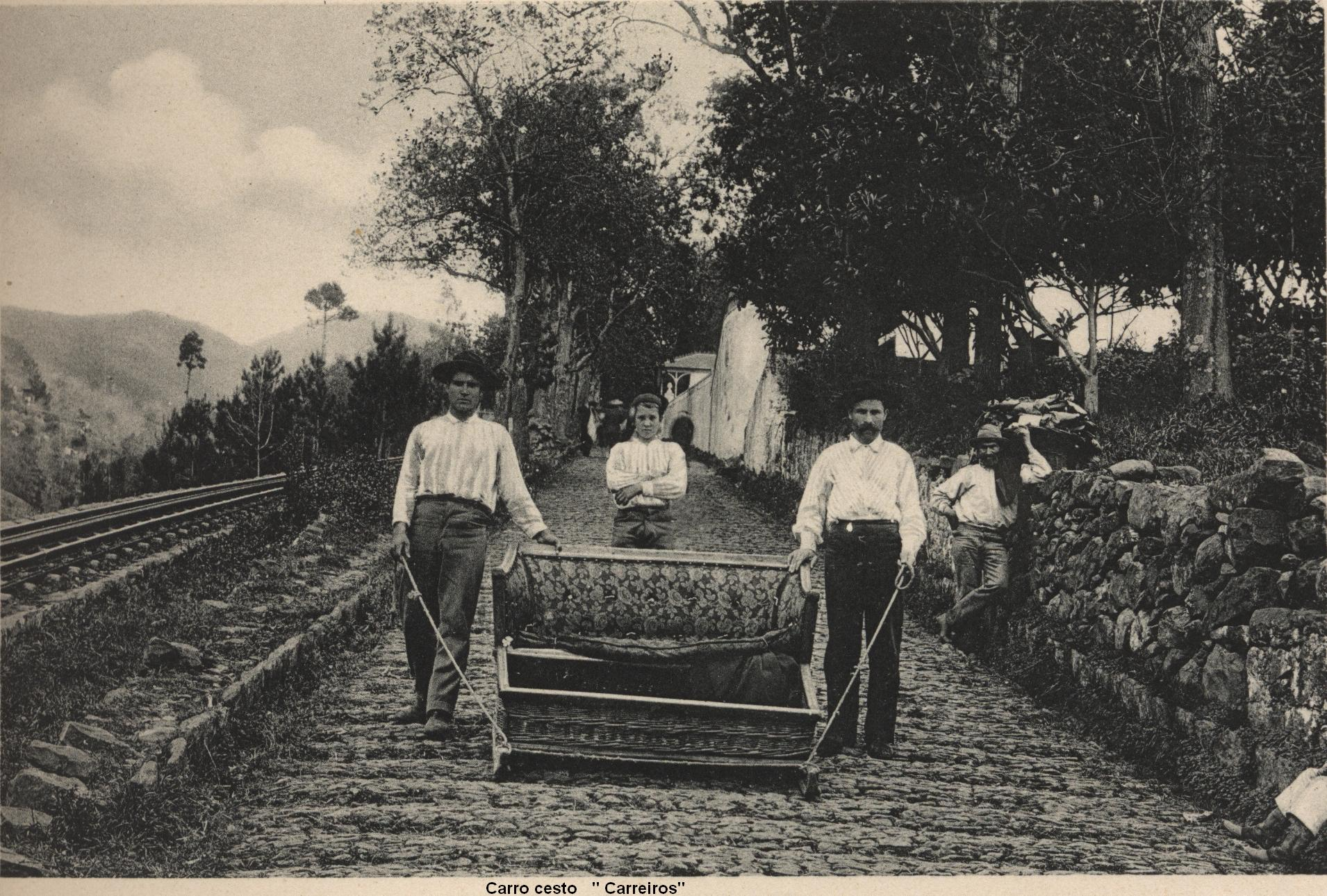
Descida dos carros de cesto, paralela à linha do comboio.
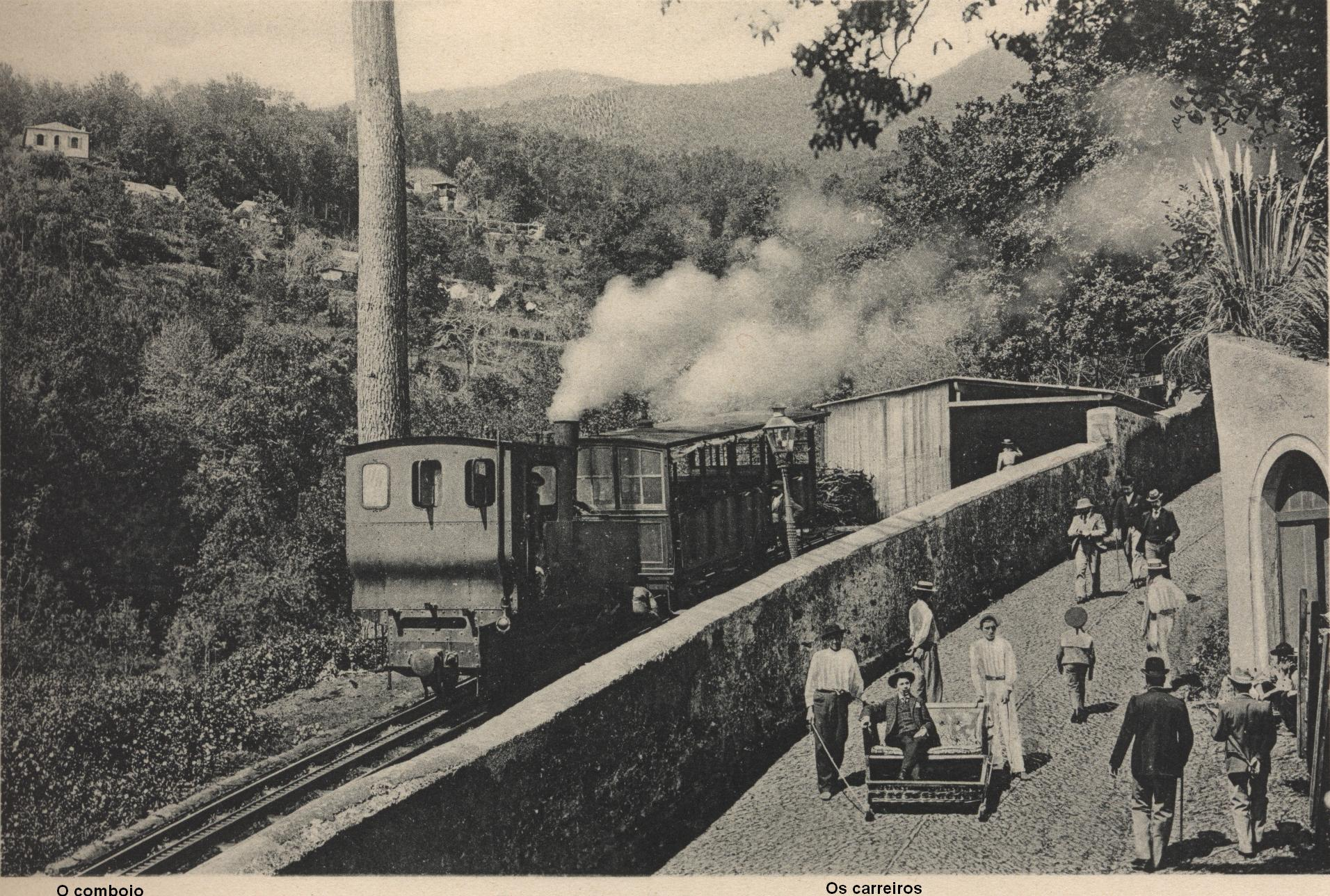
Descida dos carros de cesto, paralela à linha do comboio.
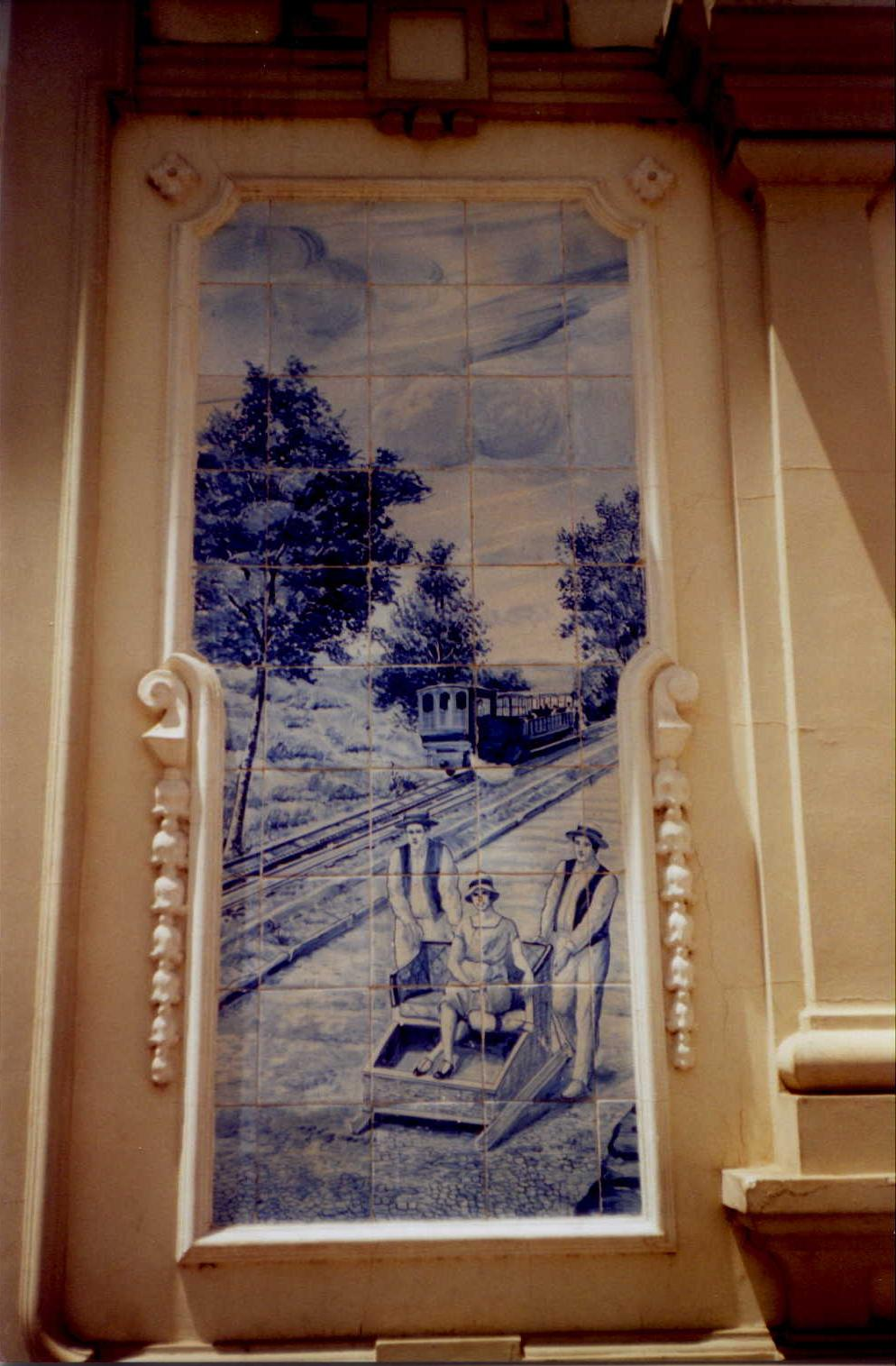
Painel de azulejos do antigo Café Ritz, representando o comboio e um carro de cesto.

## Leitura recomendada
- FOURNIER, António; AVOLETTA, Marco (2009). No Funchal, o Maquinista. [S.l.]: Scritturapura. 42 páginas. ISBN 978-88-89022-56-6
- GOMES, Luís Francisco Valentim (2005). O caminho do comboio e as alterações urbanísticas do Funchal 1.ª ed. Funchal: CEHA - Centro de Estudos de História do Atlântico. 253 páginas. ISBN 972-8263-47-3